# 도바시 히로유키
도바시 히로유키(일본어: 土橋 宏由樹 1977년 11월 27일 ~ )는 일본의 전 축구 선수이다.

## 구단 경력
과거 방포레 고후, 마쓰모토 야마가 FC, AC 나가노 파르세이루에서 활동하였다.